# Fastachee
Fastachee, segons la mitologia ameríndia dels boscos del Sud-ests, seminola i Oklahoma, és un petit nan conegut com el «Petit Donador», que ofereix blat de moro i medicina. És una figura equivalent a la Dona desconeguda dels choctaws, al selu dels cherokees i onatah dels iroquesos.